# Tiszay Dezső
Tiszay Dezső, Gyulai (Szeged, 1854. április 28. – Luzern, 1900. július 3.) színész, rendező, igazgató.

## Életútja
1875-ben lett színész a Népszínháznál, s mint operettbuffó és szalonkomikus a vidéki színészet egyik legkedveltebb és legrokonszenvesebb
tagja lett. Temesváry Lajosnál volt népszínműénekes. 1880-ban már rendezett is Jakab Lajos társulatában, 1888-ban színigazgató lett Kassán, 1893-ban Debrecenben, 1898-ban Miskolcon és rá egy évvel Pécsett. Agilis, áldozatkész igazgató volt, előadásai mindenkor művészi színvonalon állottak. Alelnöke volt az Országos Színészegyesületnek és tevékeny részt vett a vidéki színészet mozgalmaiban.

## Magánélete
Első felesége Turner Ilka (Matisevics Izabella) színésznő (Eperjes, 1857 – Ungvár, 1903. február 20), második neje Ellinger Ilona (Tata, 1862 – 1920) énekesnő. Utóbbit a vidék egyik legjobb szubrettjeként tartották számon, férje halála után átvette társulatát.

## Fontosabb szerepei
- Zsupán (Strauss: A cigánybáró)[1]
- Ollendorf (Millöcker: Koldusdiák)[1]
- Kancsukoff (Suppé: Fatinicza)[1]
- Uriel Acosta (Gutzkow)

## Működési adatai
1878: Aradi Gerő; 1879–81: Jakab Lajos; 1881: Szolnok, Kecskemét; 1881–82: Lászy Vilmos; 1882: Aradi Gerő; 1882–83: Aradi Gerő; 1883: Mosonyi Károly; 1885–86: Krecsányi Ignác; 1886–93: Kassa.